# Eli Biham
Eli Biham (en hébreu : אלי ביהם) est un cryptologue et mathématicien israélien. Il reçoit son doctorat en 1990 pour avoir inventé la cryptanalyse différentielle sous la supervision de Adi Shamir. Cette méthode était cependant déjà connue sous le nom de attaque-T à l'époque de la conception du DES. L'équipe d'IBM à son origine avait dû conserver le secret.
Eli Biham est actuellement professeur au département d'informatique du Technion à Haïfa. Biham est l'inventeur de la fonction de hachage cryptographique Tiger et a travaillé sur les attaques liées à ces primitives, en particulier sur SHA-0. Biham a conçu l'algorithme de chiffrement symétrique Serpent, candidat malheureux de AES. Il a aussi participé au projet NESSIE visant à évaluer les différentes primitives cryptographiques disponibles à l'heure actuelle. En 2005, Biham a publié un nouvel algorithme de chiffrement par flot : Py (à prononcer Rou). Très efficace, ses performances surpassent celles de RC4, le chiffrement par flot le plus utilisé.